# 2025年のチェコグランプリ
2025年のチェコグランプリ(2025 Czech Republic motorcycle Grand Prix、正式名称: Grand Prix of Czechia)は、ロードレース世界選手権の2025年シーズン第12戦として、7月20日にチェコのブルノ・サーキットで開催された。